# Schlacht um Changsha (1944)
1937–1939

Marco-Polo-Brücke – Peking-Tianjin – Chahar – Shanghai (Sihang-Lagerhaus) – Peking-Hankou-Eisenbahn – Tianjin-Pukou-Eisenbahn – Taiyuan (Pingxingguan, Xinkou) – Nanking – Xuzhou (Tai’erzhuang) – Henan – Lanfeng – Amoy – Überflutung des Gelben Flusses – Wuhan (Wanjialing) – Canton – Hainan – Nanchang – (Xiushui) – Chongqing – Suixian-Zaoyang – (Shantou) – Changsha (1939) – Süd-Guangxi – Winteroffensive (Kunlun-Pass) – (Wuyuan)
1940–1942

Zaoyang-Yichang – Hundert Regimenter – Zentral-Hubei – Süd-Henan – West-Hebei – Shanggao – Shanxi – Changsha (1941) – Changsha (1942) – Yunnan-Burma-Straße – Zhejiang-Jiangxi – Sichuan
1943–1945

West-Hubei – Nord-Burma und West-Yunnan – Changde – Ichi-gō – Henan – Changsha (1944) – Guilin–Liuzhou – West-Henan und Nord-Hubei – West-Hunan – Guangxi (1945) – Mandschukuo (1945)
Die Schlacht um Changsha vom 27. Mai bis zum 8. August 1944, auch die Schlacht von Hengyang oder Schlacht von Hengyang-Changsha genannt, war eine neuerliche japanische Invasion in der chinesischen Provinz Hunan. Die im Zweiten Sino-Japanischen Krieg von den Japanern betriebene Operation To-gō umfasste den Angriff und die Eroberung der wichtigen Städte Changsha und Hengyang.

## Vorbereitung
Im Zuge der Großoffensive Ichi-gō, oder Tairiku Datsu Sakusen (deutsch: Der Weg durch den Kontinent) zog die japanische Armee das Hauptkontingent ihrer Truppen aus dem ganzen chinesischen Inland und dem Nordosten zusammen. Die Operation sollte einen Straßen- und Schienenkorridor von den bisher besetzten Gebieten in Nordostchina und Korea bis nach Südostasien öffnen. Insgesamt stellten die Japaner rund 360.000 Mann Bodentruppen im Juni 1944 zusammen, um zum vierten Mal den Versuch zu unternehmen, Changsha zu erobern. Damit war an Ichi-gō das größte japanische Truppenkontingent im ganzen Zweiten Chinesisch-Japanischen Krieg beteiligt.
Auf Befehl von General Shunroku Hata, des in Wuhan residierenden Oberbefehlshabers der japanischen China-Expeditionsarmee, wurde der japanische 11. Armee (Generalleutnant Isamu Yokoyama) der Befehl erteilt, Changsha einzunehmen und entlang der Eisenbahn nach Südwesten vorzurücken. Danach sollte die Verbindung mit der japanischen 23. Armee (General Hisaichi Tanaka) in Guangdong (Raum Hongkong) hergestellt werden. Am 25. April traf Generalmajor Akira Takahashi, Stabschef der 23. Armee in Wuhan ein, um mit dem Stabschef der 11. Armee die Koordinierungsfragen zu besprechen. Die 23. Armee sollte ab Ende Juni mit der 22. Division vom Süden her Operationen am Westufer des Beijiang-Abschnittes durchführen, um die Operationen der 11. Armee dadurch unterstützen. Ab Ende Juli sollten die 104. und 22. Division sowie die 22. selbstständige gemischte Brigade gegen Wuzhou angreifen. Ziel war es bis Anfang September die Verbindung beider Armeen im Raum Liuzhou herzustellen.

### Chinesische Streitkräfte
9. Militärbezirk (Armeegeneral Xue Yue)
Direkt unterstellt:
- 4. Korps, Zhang Deneng (59., 90., 102. Division)
- 99. Korps, Liang Hanming (92., 99. und 197. Division)

30. Armeegruppe, Wang Lingji
- 58. Korps, Lu Daoyuan (neue 10. und 11., 183. Division)
- 72. Korps, Fu Yi (34., neue 13. und 15. Division)

27. Armeegruppe, Yang Sen
- 20. Korps, Yang Hanyu (133., 134. und neue 20. Division)
- 44. Korps, Wang Zejun (150., 161., 162. Division)

Armeegruppe Ou Zhen
- 26. Korps, Ding Zhipan (41., 44. Division)
- 37. Korps, Luo Qi (60., 95., 140. Division)
- Temporäres 2. Korps, Shen Fazao (temporäre 7., 8. Division)

Armeegruppe Li Yutang
- 10. Korps, Fang Xianjue (3., 190., alte 10. und temporäre 54. Division)
- 46. Korps, Li Xingshu (neue 19. und 175. Division)
- 62. Korps, Huang Tao (151. und 157. Division)

24. Armeegruppe, Wang Yaowu
- 73. Korps, Peng Weiren (15., 77. und 5. Division)
- 74. Korps, Shi Zhongcheng (51., 57., 58. Division)
- 79. Korps, Wang Jiaben (98., 194., vorübergehend 6. Division)
- 100. Korps, Li Tianxia (19., 63. Division)

### Japanische Streitkräfte
China-Expeditionsarmee (Armeegeneral, ab 2. Juni Feldmarschall Shunroku Hata)
12. Armee (Generalleutnant Uchiyama Eitarō, Chef des Stabes Generalmajor Teragaki Tadao)
- 62. Division, Generalleutnant Yoshio Hongo
- 110. Division, General Yoshitaro Hayashi, ab 18. Juli Keihuro Kimura
- 3., 4. und 7. Selbstständige gemischte Brigade
- Ab 10. Juli: 115. Division, Generalleutnant Hideyoshi Sugiura
- 37. Division, Generalleutnant Nagano Yūichirō
- 4. Kavalleriebrigade
- 3. Panzerdivision, Generalmajor Hideo Yamaji mit 6. Panzerbrigade (mit 13. und 17. Panzerregiment)

11. Armee (Generalleutnant Yokoyama Isamu, Chef des Stabes Generalmajor Nakayama Sadatake)
- 3. Division, Generalleutnant Yamamoto Mitsuo
- 13. Division, Generalleutnant Akashika Tsutomu
- 27. Division, Generalleutnant Takeshita Yoshiharu
- 34. Division, Generalleutnant Ban Takeo
- 40. Division, Generalleutnant Aoki Seiichi
- 58. Division, Generalleutnant Mōri Suehiro
- 68. Division, Generalleutnant Tamito Sakuma
- 116. Division, Generalleutnant Hiroshi Iwanaga
- 22. Selbstständige gemischte Brigade

## Verlauf

### Schlacht um Changsha
Am 27. Mai 1944 startete die japanische 11. Armee die allgemeine Offensive gegen Changsha. Die Japaner modifizierten ihre Taktik, die sie in ihren drei vorherigen Versuchen angewendet hatten, indem sie die 3. und 13. Division ansetzten, um über das Wanyang-Gebirge in Richtung Liuyang anzugreifen und dadurch die chinesischen Truppen, die Changsha verteidigten zu flankieren und ihre Rückzugswege abzuschneiden. Die Japaner stellten auch zusätzliche Divisionen bereit, die den frontalen Angriff auf Changsha führten. Die Japaner durchbrachen die chinesischen Infanteriestellungen innerhalb der Stadt, neutralisierten die Artilleriegeschütze auf dem Berg Yuelu auf der Westseite des Xiang-Flusses und begannen umgehend mit dem Angriff auf Changsha.
General Zhang Deneng, der Kommandeur des chinesischen 4. Korps, der für die Verteidigung von Changsha verantwortlich war, befahl am 18. Juni gegen den ausdrücklichen Haltebefehl Xue Yues, die Räumung der Stadt. Zhang Deneng floh rechtzeitig aus der Stadt, während sich die meisten seiner Truppen ungeordnet zurückzogen und von den Japanern gefangen werden konnten. Am 18. und 19. Juni eroberten die Japaner Changsha und dann nacheinander Liling, Youxian und andere Orte, wobei der weitere Hauptstoß auf Hengyang gerichtet wurde.
Am 3. Juli wurde auf Weisung des Feldmarschalls Hata das neue Oberkommando der 34. Armee im Raum südwestlich von Wuhan etabliert, vorerst waren ihr die 39. Division und vier Brigaden unterstellt. Aufgabe dieser Armee war es, das rückwärtige Gebiet der nach Süden abgeschwenkten 11. Armee beidseitig des Jangtse gegen Kräfte des chinesischen 1. Militärbezirks nach Westen abzusichern.

### Schlacht um Hengyang
Armeegeneral Xue Yue, Oberbefehlshaber des 9. Militärbezirks, hatte indessen dem chinesischen 10. Korps die Verteidigung von Hengyang übertragen. Obwohl die 27. Armeegruppe unter General Yang Sen und die 30. Armeegruppe unter Wang Lingji die japanische Armee bei Liling und Chaling heftig angegriffen hatten, konnten sie den weiteren Vormarsch der japanischen Streitkräfte nicht aufhalten. Die Führung der japanischen 11. Armee verstärkte ihre beiden Angriffsflügel gegen Liling und Ningxiang, um den Angriff in der Mitte in Richtung auf Hengyang zu erleichtern. Die japanische 40. Division die auf der westlichen Vormarschroute nach Süden am 19. Juni Ningxiang erobert hatte, schlug die ersten Gegenangriffe durch das chinesische 73. und 74. Korps nördlich von Xiangxiang ab und besetzte am 22. Juni Xiangxiang. Nachdem die japanische 13. Division auf der östlichen Vormarschroute am 20. Liling besetzt hatte, warf sie die Truppen des chinesischen 26. Korps in der Nähe von Liugongmiao zurück und zwang das chinesische 72. Korps nach Osten zurückzuweichen. Die japanische 3. Division schlug das derweil 58. Korps im Rum nördlich von Pingxiang und besetzte am 22. Juni Pingxiang.
Am 22. Juni erhielten die in der Mitte voraus gegangene japanische 68. und 116. Division den Befehl, die Stadt Hengyang anzugreifen und innerhalb von zwei Tagen einzunehmen. Marschall Chiang Kai-shek hatte General Fang Xianjue das Kommando über das 10. Korps und den Befehl der Verteidigung Hengyang telefonisch übertragen. Die 3. Division war zur Verteidigung des nordwestlichen Teils von Hengyang (Hengshan) eingesetzt, die 10. Division hatte die westlichen Vororte zu verteidigen, die 190. Division verteidigte die südlichen und die Temporäre 54. Division die nördlichen Vororte von Hengyang. Unterdessen war Hengyang von den Japanern umzingelt und konnte keine Unterstützung von außen erhalten, doch gelang es der chinesischen 10. Armee die zwei ersten großen japanischen Angriffe abzuschlagen. Die chinesischen Truppen konnten dank ihrer guten Ortskenntnis und dem Bau von bis zu vier Meter hohen Barrikaden widerstehen. Zudem war eine durchdachte Verteidigung mit Kreuzfeuerzonen zum Maximieren der Feuerkraft angelegt worden.
Am 15. Juli befahl Fang dem Kommandeur der 10. Division, Ge Xiancai seine erste Verteidigungslinie aufzugeben und sich in die von der chinesischen 3. Division aufgebauten zweiten Linie zurückzuziehen. Als dadurch die Verteidigungsfront der 10. Armee reduziert wurde, konnte die Feuerkraftdichte erhöht werden und General Yokoyama musste seinen Angriff am 18. vorerst stoppen. Einheiten aus fünf chinesischen Korps (37., 62., 74., 79. und 100.) versuchten mehrere Male, Hengyang zu erreichen, diese Versuche wurden jedoch von vier japanischen Divisionen (27., 34., 40. und 64.) allesamt blockiert.
Die Lage in Hengyang trug gleichzeitig auf politischer Ebene dazu bei, das Kabinett des japanischen Premierministers Hideki Tojo in Tokio zum Fall zu bringen. Im Zusammenhang mit dem Verlust von Saipan am 9. Juli reichten Tojo und seine Minister am 18. Juli ihren Rücktritt ein.
Am 4. August startete die japanische Armee den Schlussangriff auf Hengyang, dieses Mal mit Luftunterstützung. Am 5. August griff die japanische 58. Division in die Schlacht ein. Um 3 Uhr nachmittags hielt General Fang Xianjue seinen letzten Militärrat ab und diskutierte die weiteren Maßnahmen für das 10. Korps. Am 6. August durchbrach die 58. Division der japanischen Armee die Position der chinesischen 190. Division. Der Kommandeur der chinesischen 3. Division, General Zhou Qingxiang kam ins Hauptquartier und schlug Fang Xianjue die Idee eines Waffenstillstands vor. Fang Xianjue stimmte Zhous Ansichten zu. Während der Vorbereitung auf den Waffenstillstand startete die japanische Armee am frühen Morgen des 7. August nach einem zweistündigen Bombenangriff die letzte Offensive. Die meisten Positionen der Verteidiger wurden zerstört, die Positionen bei Wuguiling ging den Chinesen verloren.
Nach 47 Tagen heftigster Kämpfe gelang den Japanern am 8. August die Einnahme von Hengyang, allerdings unter hohen Verlusten. Mittags brach die japanische Truppen in die Stadt ein, die Offiziere und Soldaten der chinesischen 10. Korps fielen in Gefangenschaft. Neben der großen Anzahl an gefallenen japanischen Soldaten waren 390 Offiziere gefallen und 520 verwundet. Dazu kam, dass es den Chinesen gelang, trotz des Verlustes der Stadt ihren Einfluss im Norden zu erhöhen.

## Folgen
Nach dem Ende der Schlacht gelang es den stark geschwächten Japanern aber nicht die Offensive fortzusetzen. Auch der Einfluss des Marionettenregimes unter Wang Jingwei erwies sich als nutzlos, so dass sie in letzter Konsequenz auf weitere Eroberungszüge in China verzichteten. Zur gleichen Zeit erlitten sie auch auf der diplomatischen Ebene einen Rückschlag, der ihre Position weiter schwächte – der "Tang Ju"-Vertrag wurde außer Kraft gesetzt.
Die chinesische Regierung setzte in den folgenden Monaten ihre Bemühungen fort, die Japaner zum Rückzug aus dem besetzten Nordostchina zu zwingen. In einer letzten Verzweiflungsaktion sammelten die Japaner im April 1945 nochmals alle Truppen, um das Siedlungsgebiet von Zhijiang in Xiangxi anzugreifen um einen Weg nach Sichuan zu öffnen. Die Truppen wurden in einem Hinterhalt von der Nationalgarde abgefangen und dabei fast vollständig vernichtet; der Weg zur Rückeroberung der besetzten Gebiete durch die chinesischen Truppen stand offen. Damit war der Krieg entschieden und die Japaner kapitulierten später am Zijiang-Fluss.